# Henrique Schaumann
 Heinrich Franklin „Henrique“ Schaumann (* 19. April 1856 in Campinas, Brasilien; † 8. März 1922 in Genf, Schweiz) war ein deutsch-brasilianischer Apotheker und Politiker.

## Leben und Wirken
1879 übernahm Henrique Schaumann die Apotheke Botica ao Veado d’Ouro (Drogerie zum goldenen Hirsch) seines Vaters Philip Gustav Schaumann (1825–1892) in der Rua São Bento in São Paulo. In Brasilien bekleidete er zudem eine Reihe von öffentlichen Ämtern.
Im Jahr 1905 übersiedelte Schaumann mit seiner Familie nach Europa, wo er als wissenschaftlicher Mitarbeiter am Institut für Schiffs- und Tropenkrankheiten sowie am Physiologischen Institut der Universität Halle tätig war. Für seine Studien über die Ursachen und Behandlung von Beriberi wurde er am 12. März 1917 in die Fachsektion Physiologie der Deutschen Akademie der Naturforscher Leopoldina gewählt (Matrikelnummer 3385). Seine letzten Jahre verbrachte Schaumann in Genf in der Schweiz, wo er auch starb.
Die Rua Henrique Schaumann in São Paulo wurde nach ihm benannt.

## Werke (Auswahl)
- Beriberi und Nucleinphosphorsäure in der Nahrung. In: Carl Anton Mense (Hrsg.): Beihefte zum Archiv für Schiffs- und Topenhygiene unter besonderer Berücksichtigung der Pathologie und Therapie. Band XII, Beiheft 5. Verlag von Johann Ambroius Barth, Leipzig 1908, S. 137–157 (Textarchiv – Internet Archive).
- Die Ätiologie der Beriberi unter Berücksichtigung des gesamten Phosphorstoffwechsels. In: Carl Anton Messe (Hrsg.): Beihefte zum Archiv für Schiffs- und Topenhygiene unter besonderer Berücksichtigung der Pathologie und Therapie. Band XIV, Beiheft 8. Verlag von Johann Ambrosius Barth, Leipzig 1910.
- Further Contributions to the Etiology of Beri-Beri. In: Transactions of the Society of Tropical Medicine and Hygiene. Vol. V, No. 2. Society of Tropical Medicine and Hygiene, London 1911, S. 59–75 (englisch, Textarchiv – Internet Archive).
- Die Ätiologie der Beriberi. In: Carl Anton Messe (Hrsg.): Beihefte zum Archiv für Schiffs- und Topenhygiene unter besonderer Berücksichtigung der Pathologie und Therapie. Band XVIII, Beiheft 6. Verlag von Johann Ambrosius Barth, Leipzig 1914.